# Mordellistena luteoquadrinotata
Mordellistena luteoquadrinotata is een keversoort uit de familie spartelkevers (Mordellidae). De wetenschappelijke naam van de soort is voor het eerst geldig gepubliceerd in 1937 door Píc.